# Bressana Bottarone
Bressana Bottarone (lombardul: Bërsana Bütarón) település Olaszországban, Lombardia régióban, Pavia megyében. Lakosainak száma 3460 fő (2023. január 1.). Bressana Bottarone Casatisma, Castelletto di Branduzzo, Cava Manara, Pinarolo Po, Rea, Robecco Pavese, Bastida Pancarana és Verrua Po községekkel határos.

## Népesség
A település népességének változása:
| Lakosok száma | 3516 | 3479 | 3460 |
|               | 2017 | 2018 | 2023 |